# José Mendes Bota
José Mendes Bota (Loulé, 4 de agosto de 1955) é um político português.

## Carreira
Nasceu a 4 de agosto de 1955 em Loulé (Algarve), Portugal, licenciou-se em Economia, fez uma pós-graduação em Gestão Avançada e estudou Direito. A sua atividade profissional em empresas de referência nos setores da banca e do turismo teve lugar alternadamente com o exercício de cargos políticos eletivos em regime de exclusividade por opção própria.
Na sua juventude dedicou-se ao escutismo, música, teatro, poesia, rádio, jornalismo e desporto. Foi atleta e dirigente no atletismo, andebol e ciclismo, onde foi presidente da Associação de Ciclismo do Algarve durante vários anos.
A sua atividade politica iniciou-se em 1980 na Câmara Municipal de Loulé, onde foi vereador, vice-presidente, presidente da Câmara e presidente da Assembleia Municipal. Em 1984 foi um dos fundadores da Associação Nacional de Municípios Portugueses, onde chegou a desempenhar o cargo de vice-presidente da Assembleia Geral e do Congresso até 1989.

## Atividade presente e recente
Integra o Serviço Europeu de Ação Externa desde 2016 como Consultor Político e Parlamentar de Alto Nível e Primeiro Conselheiro na Delegação da União Europeia junto do Conselho da Europa em Estrasburgo.
Foi membro do Gabinete do Comissário para a Investigação, Ciência e Inovação, Carlos Moedas, na Comissão Europeia, durante um ano e meio (2014-2016), acompanhando várias áreas como a Bio-Economia, Agricultura, Pescas, Florestas, Igualdade de Género e Ciências e Humanidades.

## Resumo da atividade pública
24 anos de atividade parlamentar entre 1983 e 2014 como Deputado à Assembleia da República (III, IV, V, VI, VII, X, XI e XII Legislaturas) e ao Parlamento Europeu (III e IV Legislaturas). Defensor da descentralização política e administrativa, foi eleito em 2006 Presidente do Movimento Cívico "Regiões, Sim!". Publicou 17 livros, a maioria sobre temas políticos, alguns deles sobre a Europa, sendo dois dos livros de natureza poética. Editou 3 obras discográficas e produziu 13 programas televisivos para a série “Jamboree” transmitida pela RTP. Editou ainda a Coleção “Cadernos PoesiAlgarve”, divulgando obras de poetas algarvios como Fátima Murta, Manuel Neto dos Santos e Fernando Cabrita.

### Assembleia da República
Na Assembleia da República exerceu os cargos de Presidente da Comissão Parlamentar para a Ética, a Cidadania e a Comunicação, Presidente da Sub-Comissão Parlamentar para o Turismo, Presidente do Grupo Parlamentar de Amizade Portugal-Polónia e Vice-Presidente do Grupo Parlamentar do PSD

### Parlamento Europeu
No Parlamento Europeu exerceu os cargos de Vice-Presidente da Assembleia Paritária ACP/CE e Presidente do Inter-Grupo “Turismo”

### Assembleia Parlamentar do Conselho da Europa
Fez parte da Assembleia Parlamentar do Conselho da Europa 11 anos em 2 períodos (1988-1989 e 2005-2014), onde exerceu os cargos de Presidente da Comissão para a Igualdade de Oportunidades entre Mulheres e Homens, Vice-Presidente da Comissão dos Assuntos Sociais, Saúde e Desenvolvimento Sustentável, Relator Geral sobre a Violência contra as Mulheres, Coordenador Político da Rede Parlamentar Europeia “Mulheres Livres da Violência”, Vice-Presidente da Sub-Comissão sobre o Tráfico de Seres Humanos, Membro do Bureau e da Comissão Permanente

### Assembleia Inter-Parlamentar Europeia para a Segurança e a Defesa
Fez parte da Assembleia Inter-Parlamentar Europeia para a Segurança e a Defesa durante 8 anos
Autor de vários relatórios para as Instituições Europeias:
- “Investigação e Segurança na Europa”[35](2006)
- “Turismo e Desenvolvimento Sustentável”[35] (2008)
- “Investigação e Segurança na União Europeia – avaliação do 7º Programa-Quadro”[35] (2010)
- “O Lóbi numa sociedade democrática”[35] (2010)
- “O futuro das capacidades de defesa Europeias”[35] (2011)
- “Prostituição, tráfico e nova escravatura na Europa]”[36] (2014)
- “Violência contra as mulheres na Europa”[37] (2013)

## Atividade Municipal
- Vereador da Câmara Municipal de Loulé[6]
- Vice-Presidente da Câmara Municipal de Loulé
- Presidente da Câmara Municipal de Loulé[7]
- Presidente da Assembleia Municipal de Loulé[7]

## Atividade partidária no Partido Social Democrata
No Partido Social Democrata ocupou diversos cargos em estruturas locais, regionais e nacionais. Começando pela presidência da Secção do PSD/Loulé, Mendes Bota foi também presidente da Mesa a Assembleia da mesma secção. Presidente da Distrital do PSD/Algarve (eleito 8 vezes) e presidente da Assembleia Distrital do PSD/Algarve, foi por diversas vezes eleito Membro do Conselho Nacional do PSD. A nível nacional foi Membro da Comissão Política Nacional e ainda Vice-Presidente do Partido durante o mandado de Luís Filipe Menezes como presidente do Partido Social Democrata.

## Convenção de Istambul
Na Convenção de Istambul teve um papel muito ativo, participando em todo o processo de propositura, redação, aprovação, ratificação e entrada em vigor da Convenção do Conselho da Europa para a Prevenção e o Combate à Violência contra as Mulheres e a Violência Doméstica(Convenção de Istambul).
Foi o autor do relatório sobre “Combate à Violência contra as Mulheres: por uma Convenção do Conselho da Europa”, que incluía a Resolução 1635 e a Recomendação 1847, que viriam a ser aprovadas pela Assembleia Parlamentar do Conselho da Europa (APCE) em 3 de outubro de 2008, propondo ao Comité de Ministros a elaboração de tal instrumento jurídico internacional.
Durante cerca de dois anos, participou ativamente em todas as reuniões da Comissão Ad-Hoc (CHAVIO), encarregada de redigir o texto da Convenção, tendo sido também o autor do relatório final sobre a Convenção, aprovado pela APCE. Desde a abertura para assinatura, em Istambul, a 11 de maio de 2011, e atuando como Relator Geral sobre a Violência contra as Mulheres da APCE, percorreu a Europa sensibilizando governos e parlamentos nacionais no sentido de procederem à sua ratificação. A Convenção entrou em vigor a 1 de agosto de 2014, e foi considerada por si como a causa melhor sucedida da sua carreira política.

## Condecorações
- Grau de Comendador da Ordem do Mérito de Portugal (26 de janeiro de 2023)[48]
- Prémio Regional Maria Veleda,[49] atribuído pela Secretaria de Estado da Cultura (Delegação do Algarve),[50] pela sua ação pela igualdade de género e combate à violência contra as mulheres (2017 Mendes Bota vence Maria Veleda)[50]
- Cavaleiro da Ordem de Mérito da Polónia, atribuída pelo Presidente da República da Polónia[51][52] (2015)
- Medalha de Mérito da Assembleia Parlamentar do Conselho da Europa, instituição que o elevou à categoria de Membro Honorário[53][54](2015)
- Prémio Dignidade Humana - Escandinávia 2014,[55] pela luta contra o tráfico de seres humanos na Europa.«Scandinavian Human Dignity Award 2014»”
- Medalha de Mérito Municipal – Grau Ouro,[56][57] atribuída pela Câmara Municipal de Loulé[8] (2013)
- Medalha atribuída pela Assembleia Inter-Parlamentar Europeia para a Segurança e a Defesa[8] (2011)
- Medalha de Honra do Grupo do Partido Popular Europeu do Parlamento Europeu[8] (1999)
- Prémio "Mensagem para a Europa", atribuído pelo Brussels Brupark à melhor mensagem Europeia, escolha dos jornalistas Portugueses, entre os Deputados ao Parlamento Europeu por Portugal[8] (1982)